# Петровский, Николай Неонович
Никола́й Нео́нович Петро́вский (14 [26] ноября 1894; Кудровка, Черниговская губерния, Российская империя — 	20 июля 1951; Киев, УССР, СССР) — советский историк-медиевист, археограф, доктор исторических наук, член-корреспондент АН УССР (с 1945), дипломат.

## Биография
Родился 14 ноября 1894 года в селе Кудровка Сосницкой волости Черниговской губернии, в семье священника.
Учился в Черниговской духовной семинарии. По окончании исторического отделения Нежинского историко-филологического института князя Безбородко в 1919 успешно защитил докторскую диссертацию по теме: «Польско-козацкие войны до Богдана Хмельницкого».
Работал учителем в сельских школах (1919—1923), читал лекции по истории Украины в Нежинском ИНО (1923—1924).
В 1928 получил звание профессора. В этом же году был арестован «за националистическую деятельность».
В 1934—1938 — научный сотрудник отдела древностей Всенародной библиотеки Украины.
С 1937 по 1941 работал в Институте истории АН УССР научным сотрудником, директором (1942—1947), заведующим отделом археографии (1947).
В 1939 Николаю Петровскому была присвоена учёная степень доктора исторических наук.
С началом Великой Отечественной войны вместе с Институтом истории был эвакуирован в Уфу (1941—1943), а потом в Москву (1943—1944).
С 1944 — заведующий кафедрой истории Украины Киевского университета. Преподавал курс истории СССР. Был консультантом МИД УССР. Член делегации УССР на ассамблеях ООН в Сан-Франциско (1945), Лондоне (1946), а также на мирной конференции в Париже (1946).
Работал во Всеславянском комитете. Член-корреспондент АН УССР (с 12 февраля 1945).
Автор более 200 научных трудов по истории Украины, украинской историографии XVII—XVIII веков.
Умер 20 июля 1951 года в Киеве.

## Награды
- Орден Трудового Красного Знамени (2 октября 1944) — за выдающиеся заслуги в области развития советской науки, культуры и техники,за воспитание высококвалифицированных кадров научных работников, в связи с 25-летием со основания Академии Наук УССР
- Медаль «За доблестный труд в Великой Отечественной войне 1941—1945 гг.» (1945)

## Творчество
- До історії м. Ніжина // Записки Ніжинського ІНО. — Кн. 1. — Ніжин, 1925.
- До питання про певність відомостей літопису Самовидця й про автора літопису // Там само. — Кн. 6. — 1926.
- Псевдодіяріуш Самійла Зорки // ЗІФВ ВУАН. — Кн. 17. — К., 1928.
- Три Поповичі // Там само. — Кн.7. — 1927.
- До історії полкового устрою Гетьманщини // Там само. — Кн. 9. — 1929.
- До Історії Руїни // Там само. — Кн.8. — 1928.
- Нариси історії України XVII — початку XVIII ст. — X., 1930.
- Хронологія історії України. — Вип. 1. — К., 1938.
- Нариси з історії України. — Вип. ІV. — К., 1939.
- Военное прошлое украинского народа. М.: Воениздат. 1939. 78 с.[2]
- Іван Богун. — Саратов, 1942.
- Богдан Хмельницький. — Саратов, 1942; М., 1944.
- Максим Кривонос. К. 1944. 16 с.
- Воссоединение украинского народа в едином Украинском советском государстве. М.: Госполитиздат. 1944. 88 с.
- Богдан Хмельницкий. М.: Госполитиздат, типография им. Сталина. 1944. 51 с.
- Освободительная война украинского и белорусского народов против польских захватчиков. Богдан Хмельницкий. М.: Воениздат, типография им. Тимошенко. 1946. 64 с.
- Освободительная война украинского народа против шляхетской Польши и присоединение Украины к России. Очерки по истории Украины. Выпуск 4. К. 1948. 40 с.